# Hybomitra caucasi
Hybomitra caucasi är en tvåvingeart som först beskrevs av Szilady 1923.  Hybomitra caucasi ingår i släktet Hybomitra och familjen bromsar. Inga underarter finns listade i Catalogue of Life.